# Юденич, Михаил Семёнович
Михаил Семёнович Юденич (7 (19) ноября 1867 — 1921, Косково) — российский генерал, участник Первой мировой войны и Белого движения.
Сын священника. Окончил Оренбургский Неплюевский кадетский корпус. В службу вступил в 1887 году. Окончил 3-е военное Александровское училище. В 1888 году выпущен подпоручиком в 9-й Туркестанский линейный батальон. Поручик (1892). Переведён в Отдельный корпус пограничной стражи (1898). Штабс-ротмистр (1898), ротмистр (1902). На 1(14) января 1909 служил в Закаспийской бригаде ОКПС. Полковник (1912).
Участвовал в Первой мировой войне на Кавказском фронте. В 1915 году служил в 26-й Карсской пограничной бригаде. В 1915—1917 годах — командир 4-го Кавказского пограничного пехотного полка, с которым участвовал в Персидской кампании Экспедиционного кавалерийского корпуса. В июне 1916 года участвовал во взятии Ханекина в Месопотамии. 17(30) декабря того же года произведён в генерал-майоры (со старшинством с 21 мая (3 июня) 1916 года «за боевые отличия»). В 1917 году командовал Сводной пограничной пехотной бригадой.
Участник Белого движения. В 1920 году попал в плен. Был расстрелян в «Холмогорском концлагере» у деревни Косково на Северной Двине в 1921 году.

## Награды
- орден Святого Станислава 3-й степени (1899)
- орден Святой Анны 3-й степени (1908)
- орден Святого Станислава 2-й степени (1913)
- орден Святого Владимира 4-й степени с мечами и бантом (11(24).08.1915)
- орден Святого Владимира 3-й степени с мечами (11(24).02.1916)
- орден Святого Георгия 4-й степени (17(30).12.1916)